# Nachal Kelach (Negev)
Nachal Kelach (hebrejsky נחל כלך) je vádí v severní části Negevské pouště, respektive na pomezí Negevu a jižní části Judských hor (Hebronské hory) v jižním Izraeli.
Začíná v nadmořské výšce necelých 400 metrů jižně od vesnice Šomrija v údolí Bik'at Javal na pomezí Izraele a Západního břehu Jordánu. Vede k severu, u vesnice Šomrija přijímá zprava vádí Nachal Javal a uhýbá k severozápadu. Prochází potom prakticky neosídlenou, mírně zvlněnou pouštní krajinou. Z východu míjí pahorek Tel Kelach. U koryta vádí se zde nachází i jeskynní komplex Ma'arat Kelach (מערת כלך). Východně od křížení dálnice číslo 6 a dálnice číslo 40 a tělesa železniční tratě Tel Aviv-Beerševa poblíž pramenu Be'er Kelach (באר כלך) potom ústí zleva do toku Nachal Adorajim.